# Wzgórza Malty
Wzgórza Malty obejmują wzniesienia znajdujące się w archipelagu Wysp Maltańskich w Republice Malty. Najwyższym szczytem Malty jest Ta’ Dmejrek o wysokości 253 metrów.

## Dane szczegółowe
| Nazwa                   | Wysokość        | Obszar administracyjny | Zdjęcie |
| ----------------------- | --------------- | ---------------------- | ------- |
| Ta’ Dmejrek             | 253 m           | Dingli                 |         |
| Nadur                   | 238 m           | Rabat                  |         |
| Ġebel Ċantar            | 220 m           | Għargħur               |         |
| Tal-Merħla              | 210 m           | Rabat                  |         |
| Ta’ Dbieġi              | 177 m lub 195 m | Kerċem                 |         |
| Ta’ Għammar             | 186 m           | Għasri                 |         |
| Ta’ Baldu               | 186 m           | Rabat                  |         |
| Il-Qolla                | 183 m           | Rabat                  |         |
| Għajn Abdul             | 168 m           | Kerċem                 |         |
| Ta’ Kuljat              | 163 m           | Żebbuġ                 |         |
| Ġordan                  | 158 m           | Għasri                 |         |
| Ġebel San Pietru        | 147 m lub 150 m | Għargħur               |         |
| Mellieħa Ridge          | 145 m           | Mellieħa               |         |
| Ta’ Dabrani             | 141 m           | Żebbuġ                 |         |
| In-Nuffara              | 139 m           | Xagħra                 |         |
| Wardija Ridge           | 139 m           | Mġarr                  |         |
| Il-Gelmus               | 133 m           | Rabat (Victoria)       |         |
| Il-Ħotba ta’ San Martin | 133 m           | Mġarr                  |         |
| Il-Qortin iż-Żgħir      | 119 m           | Sannat                 |         |
| Il-Ħarrax               | 117 m           | Żebbuġ                 |         |
| Ġebel Għawżara          | 117 m           | Saint Paul’s Bay       |         |
| Il-Ħotba                | 116 m           | Qrendi                 |         |
| Ġebel Wardija           | 107 m           | Saint Paul’s Bay       |         |
| Ħotba tal-Qasam         | 104 m           | Għarb                  |         |
| Tas-Salvatur            | 96 m            | Żebbuġ                 |         |
| Tal-Bidnija Hill        | 88 m            | Saint Paul’s Bay       |         |
| Bajda Ridge             | 82 m            | Mellieħa               |         |
| Xemxija Hill            | 68 m            | Saint Paul’s Bay       |         |
| Sciberras               | 56 m            | Valletta, Floriana     |         |
| Il-Qolla s-Safra        | 37 m            | Żebbuġ                 |         |